# Lariscus niobe
Lariscus niobe är en däggdjursart som först beskrevs av Thomas 1898.  Lariscus niobe ingår i släktet Lariscus och familjen ekorrar. IUCN kategoriserar arten globalt som otillräckligt studerad.

## Underarter
Catalogue of Life samt Wilson & Reeder (2005) skiljer mellan två underarter:
- Lariscus niobe niobe (Thomas, 1898)
- Lariscus niobe vulcanus Kloss, 1921

## Beskrivning
Pälsen på ovansidan är mycket mörk, nästan svart. Arten har svarta sidostrimmor, men dessa är knappt urskiljbara mot den mörka pälsen. Pälsen på buksidan är ljusare, men även den mörk. Svansen är kort, med en rand av mörk päls spräcklig i vitt, eller, hos underarten L. n. vulcanus, i gråbrunt eller gulbrunt längs med undersidan. Kroppslängden är omkring 19 cm, ej inräknat den cirka 9 cm långa svansen. Honan är en aning större än hanen, men med något kortare svans.

## Utbredning
Denna ekorre förekommer i Sydostasien på västra Sumatra och östra Java, med underarten L. n. niobe på Sumatra, och L. n. vulcanus på Java.

## Ekologi
Arten lever i bergstrakter som är täckta av skog, både urskog och planterad, samt buskskog.